# Breathe (singolo Midge Ure)
Breathe è un singolo del cantautore scozzese Midge Ure, pubblicato il 22 marzo 1996 come primo estratto dall'album omonimo.
Il brano è stato scritto dallo stesso Midge Ure e prodotto da Richard Feldman, è stato reso particolarmente celebre dal suo utilizzo in una famosa campagna pubblicitaria televisiva della Swatch, due anni dopo la sua effettiva pubblicazione, che ha risollevato le sorti commerciali sia del brano che del disco nel quale era contenuto. Il singolo è stato infatti alla numero 1 nella classifica italiana per quattro settimane.

## Tracce
CD-Maxi Arista (74321 54277 2 (BMG) / EAN 004)
1. Breathe (Radio Edit) – 4:06
2. Breathe (Live) – 3:58

## Classifiche
| Classifica (1996/98) | Posizione massima |
| -------------------- | ----------------- |
| Austria              | 1                 |
| Francia              | 24                |
| Germania             | 12                |
| Italia               | 1                 |
| Regno Unito          | 70                |
| Svizzera             | 17                |